# Báseň

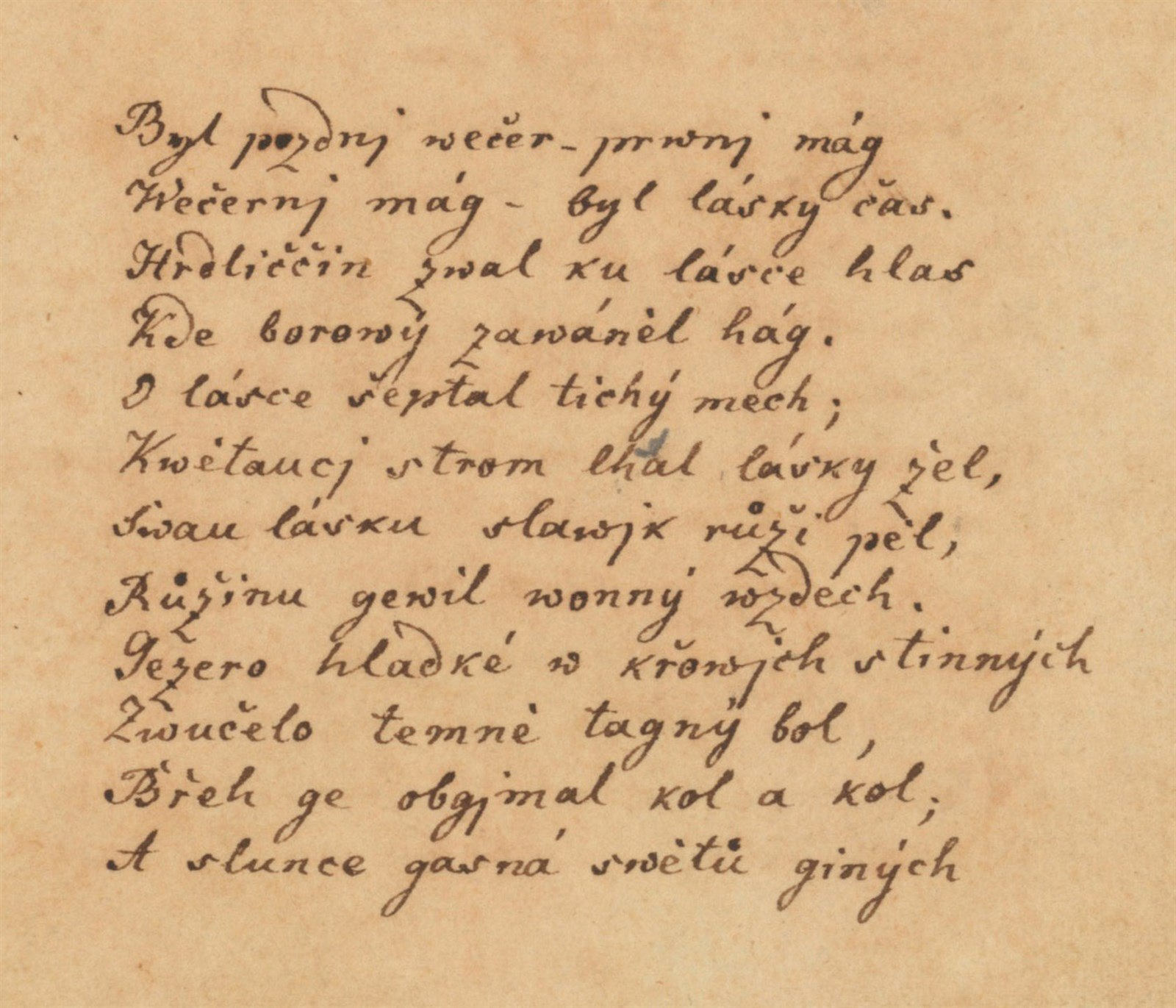
Rukopis Máchova Máje.

Báseň je literární dílo ve verších, většinou krátkého rozsahu a lyrického ladění. Představuje celek esteticky svébytné výpovědi o světě, sjednocený postojem autora ke skutečnosti a zacílený na společenské působení.
Po stránce vizuální je členěna strofami, které mohou obsahovat různý počet i délku veršů. Grafická úprava může mít v některých případech i obrazný smysl (kaligram nebo konkrétní poezie), obvykle je však pouze prostředkem k vyjádření zvukové podoby (tempo řeči, pauzy, rytmus a intonace).
Zvukovými prostředky básně jsou rým, eufonie a metrum.
Báseň se často vyznačuje výrazovou úsporností, neobvyklým lexikem (archaismy, neologismy, …) a básnickými figurami. Typická jsou metaforická pojmenování a využívání symbolů.
Zpěvná forma básně je píseň.